# Ambroň východní

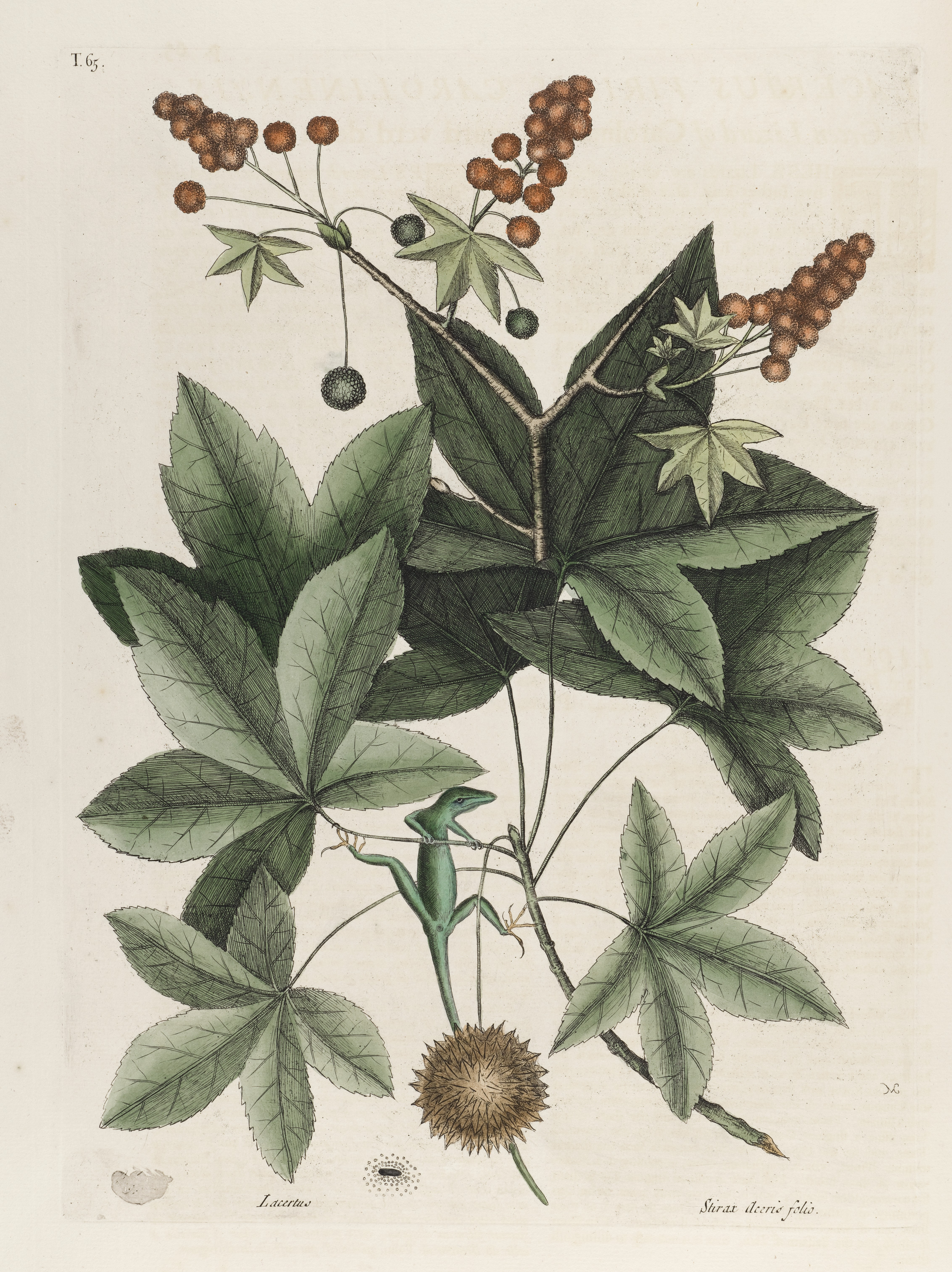
Samčí a samičí plodenství

Ambroň východní (Liquidambar orientalis) je teplomilná, opadavá dřevina pocházející z Malé Asie. Je původním druhem v asijské části Turecka (střední, západní a severozápadní Anatólie) a na řeckém ostrově Rhodos. Byla hojně využívána již od počátku letopočtu a druhotně se dostala do okolních zemí se subtropickým podnebím.

## Výskyt
Tyto reliktní, třetihorní stromy rostou hlavně v Turecku na několika chráněných územích. Největší oblast (286 ha) se nachází na jihozápadním pobřeží v provincii Muğla, velká populace (100 ha) je také v provincii Aydin a třetí (88 ha) v provincii Burdur; mimo tyto vyrůstají roztroušeně na dalších menších výměrách, většinou v jihozápadní části země. Zavedením přísných ochranných opatření došlo k zastavení jejich úbytku, od roku 1940 do konce 20. století byly zmenšeny plochy, na kterých rostou, o více než 6000 ha.
Roste na plném slunci, snáší i polostín. Nejvhodnější půda je hlinitá nebo slabě jílovitá, neutrální až mírně kyselá. Preferuje vlhké, ale odvodněné stanoviště. Potřebuje klima ve kterém teplota neklesá pod bod mrazu a teplé, vlhké léto.
Ambroň východní roste i v turisticky vyhledávaném Údolí Motýlů na řeckém ostrově Rhodos, kde se vyskytuje velké množství přástevníků kostivalových.

## Popis
Opadavý, jednodomý, zvolna rostoucí strom obvykle vyrůstající do výšky 4 až 10 m, ve své domovině však ojediněle dosahuje výšky blízké 30 m. Kmen má šedou kůru hluboce vrásčitou, korkovitou, lysé letorosty jsou oranžovohnědé. Střídavě vyrůstající listy s dlouhými řapíky jsou 4 až 8 cm široké, mají čepele dlanitě pětilaločné, špičaté laloky jsou hrubě zubaté. Matně zelené listy se na podzim vybarvují žlutohnědé až červenožlutě.
Jednopohlavné, drobné, zelenavě žluté květy vyrůstají v kulovitých květenstvích na stopkách. Samčí květy s drobnými listeny a bez okvětních lístků mívají čtyři až deset tyčinek a jsou vespod dohromady srostlé v kulovité květenství hlávku s krátkou stopkou, několik hlávek je sestaveno do vztyčeného přetrhovaného hroznu. Samičí květy s nepatrným kalichem a se dvěma čnělkami také společně srůstají polospodním dvoudílným semeníkem do kulovitého květenství hlávky s dlouhou, bezlistou stopkou. Kvetou obvykle v květnu, v době rašení listů.
Z každého samičího květu v hlávce se po opylení vytvoří tobolka se zobánkem, která obsahuje několik semen. Tobolky jsou v hlávce spolu taktéž srostlé a vytvářejí plodenství podobající se ježaté kouli. Je asi 2,5 cm velká, visí na dlouhé stopce a trčí z ní zobánky nažek.

## Význam
Poraněná kůra stromu roní vonnou, nažloutlou pryskyřici, která se získává po umělém poranění kůry nebo poražením stromu a vylisováním kůry; na vzduchu pryskyřice tvrdne, teplem opět měkne. Pryskyřice se nazývá "storax" (Balsam Storax, Liquid Storax), nezaměňovat za "styrax", což je pryskyřice z tropických stromů rodu sturač (Styrax), obě mají podobné vlastnosti. V minulosti se dřevo stromů hojně využívalo pro stavební účely.
Pryskyřice má antibakteriální, antiseptické a protizánětlivé účinky, hojně se používá v tradiční medicíně. Smíchána s olejem slouží zevně k léčbě ran, vředů a svrabu, pevná se inhaluje proti kašli a vnitřně se jí léčí křeče, nemoci srdce, rakovina i následky mrtvice. Pryskyřice se používá také v kosmetice, kde stabilizuje vůně v parfémech i mýdlech, nebo pro výrobu cukrovinek, při náboženských obřadech je spalována jako náhrada kadidla.
Dřeviny jsou pro své na podzim výrazně zbarvené listy vysazované solitérně nebo do menších skupin v parkových úpravách. Na obruby okolo chodníků a cest se příliš nepoužívají, neboť svými opadanými plody znečišťují pozemek a plytkými kořeny poškozují chodníky.

## Galerie

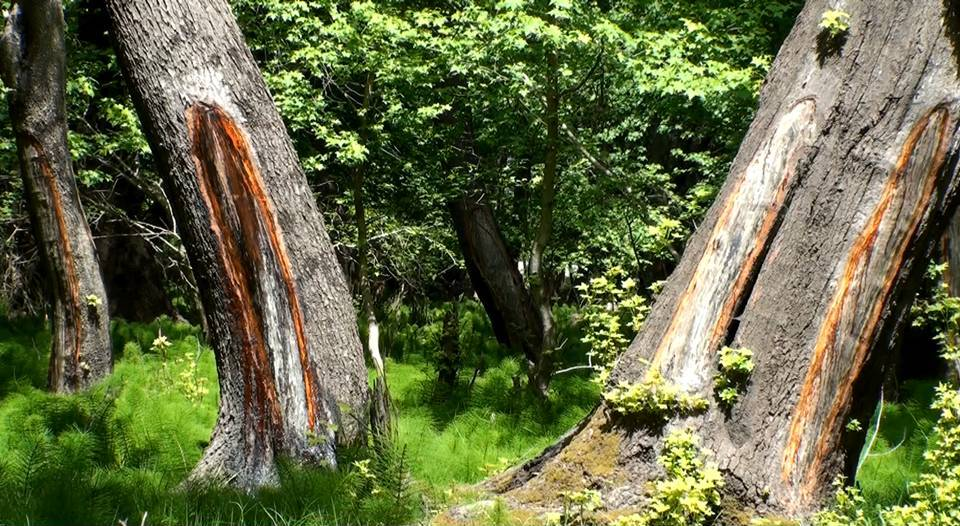
Poraněné kmeny
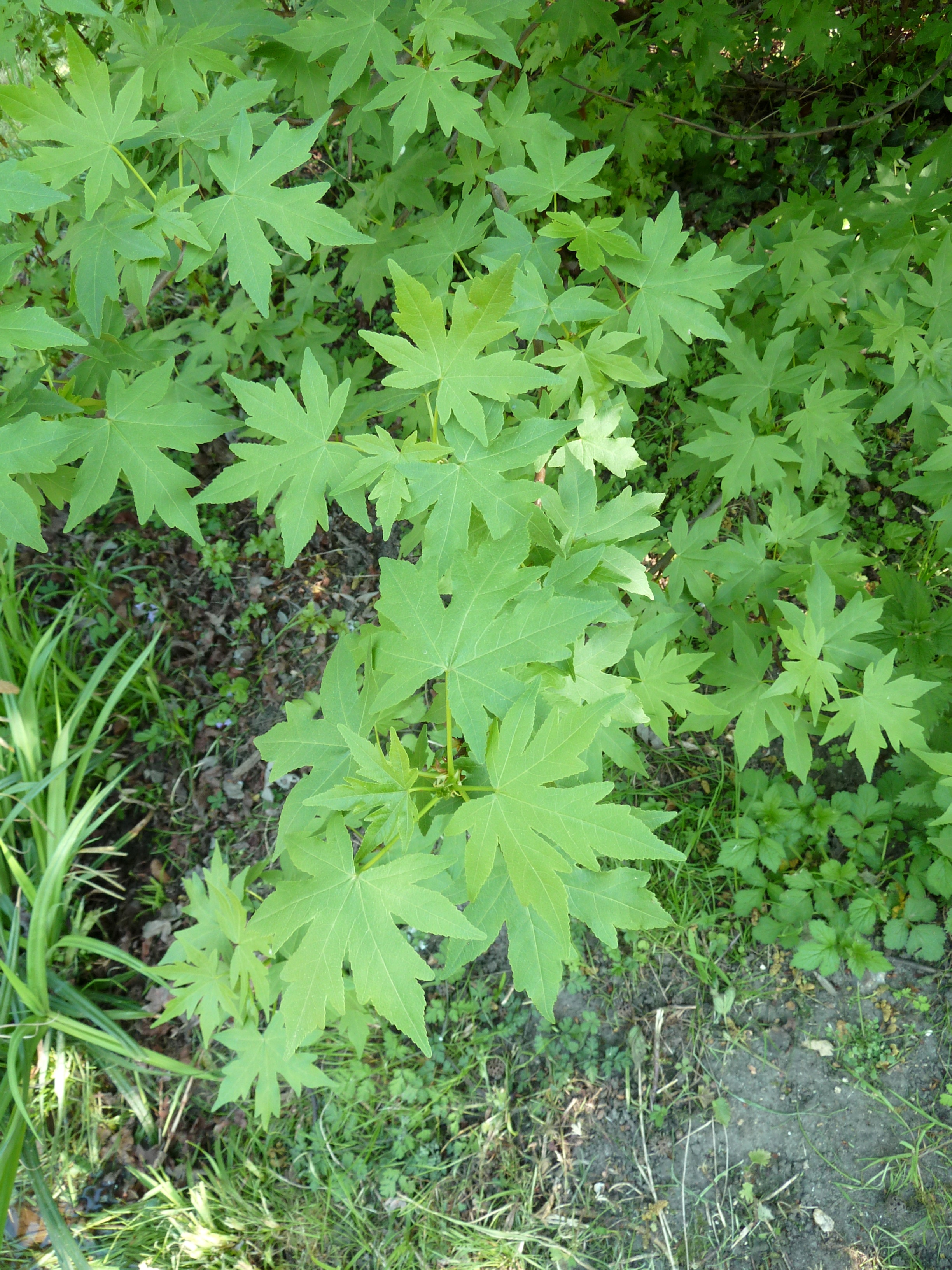
Letní listy
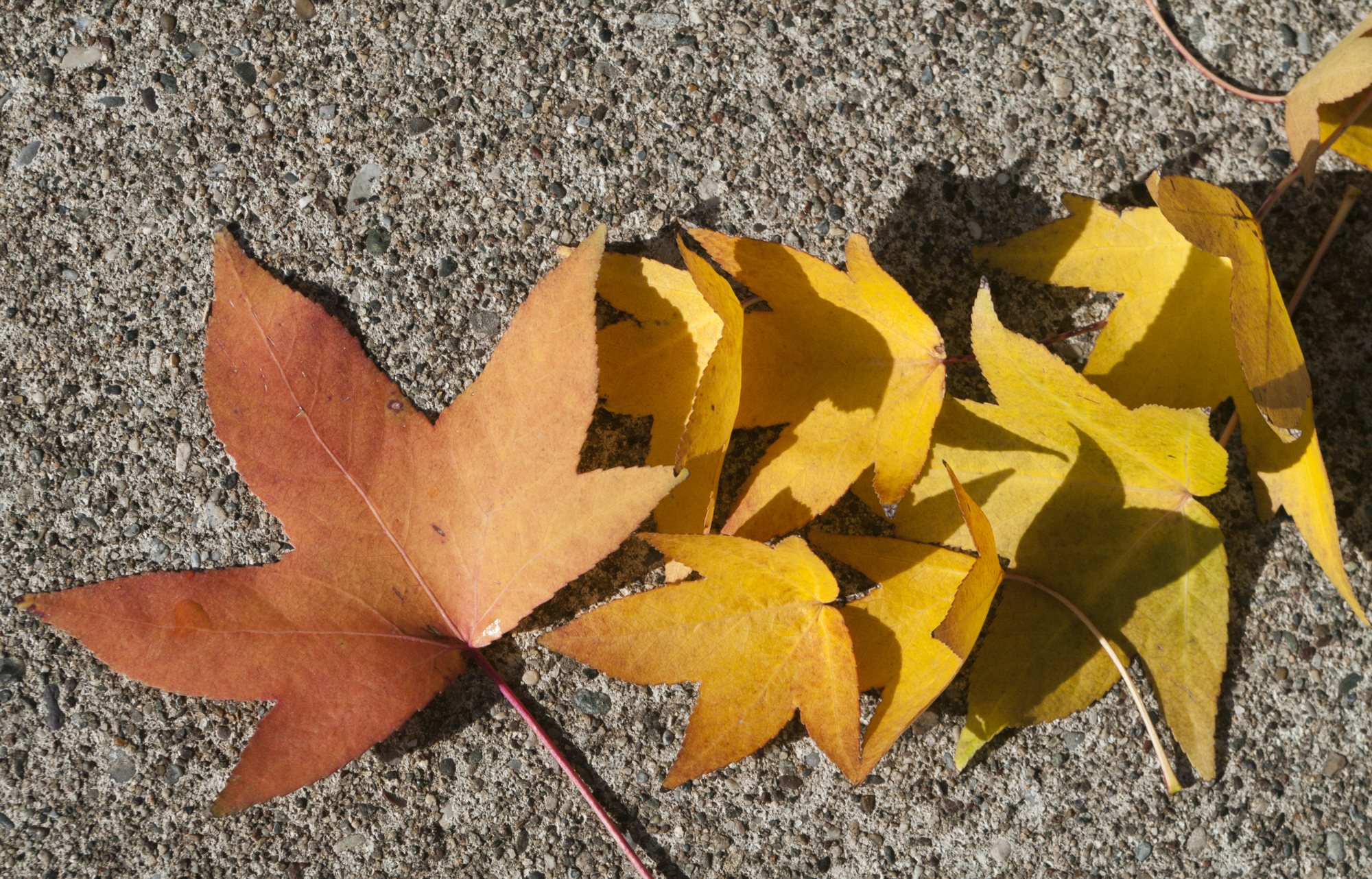
Podzimní listy